# Lucio Apronio
Lucio Apronio (latino: Lucius Apronius; fl. I secolo) è stato un senatore e militare romano, consul suffectus nell'8, con Aulo Vibio Abito, e attivo durante l'età di Tiberio.

## Biografia
Apronio partecipò alle conquiste di Gaio Vibio Postumo e ottenne le ornamenta triumphalia per il suo valoroso coraggio durante la rivolta dalmato-pannonica del 6-9 e le guerre germaniche, insieme a Aulo Cecina Severo e Gaio Silio nel 15. Tornato a Roma, nel 16 fece passare, insieme a Lucio Pisone, Asinio Gallo e Papio Mutilo, una mozione in Senato che decretava giorno festivo il giorno del suicidio del sovversivo Libone Druso, le idi di settembre.
Nel 20 era già proconsole d'Africa in sostituzione di Furio Camillo: in occasione della sconfitta disonorevole di una coorte della Legio III Augusta contro i ribelli di Tacfarinas, Apronio punì con la decimazione i pavidi soldati per poi condurre cinquecento veterani alla vittoria contro i medesimi insorti. Nel 23, insieme all'ex proconsole dell'Africa, Lucio Elio Lamia, garantì l'innocenza di un uomo accusato di rifornimento di grano ai ribelli numidi di Tacfarinas. Nel 28, venne nominato legato della Germania inferiore e guidò le truppe durante l'assedio di un forte romano da parte dei Frisi, per poi essere sconfitto poco dopo nella battaglia della foresta di Baduenna. È noto che ebbe almeno tre figli: Lucio Apronio Cesiano, console nel 39, e due figlie, una sposata con Gneo Cornelio Lentulo Getulico, console nel 26, l'altra, Apronia, con Marco Plauzio Silvano, pretore nel 24, che poi la uccise gettandola da una finestra.